# أيشي ناكامورا (لاعب هوكي الحقل)
أيشي ناكامورا (باليابانية: 中村英一) هو لاعب هوكي الحقل ياباني، ولد في 1909 في كيوتو في اليابان، وتوفي في 27 مايو 1945.

## وصلات خارجية
- أيشي ناكامورا على موقع أوليمبيديا (الإنجليزية)